# Christian Broadcasting Network
Das Christian Broadcasting Network (CBN) ist ein US-amerikanischer christlicher Fernsehsender, dessen Hauptsitz und Studios in Virginia Beach (Virginia) liegen.
CBN wurde im Jahr 1961 von dem Evangelisten Pat Robertson gegründet. Seitdem strahlt CBN ein Spektrum verschiedener christlicher Programme aus. Eines der Programme ist The 700 Club, die derzeit am längsten laufende Sendung in dieser Sparte. Weitere Programme umfassen religiöse Nachrichtenprogramme wie CBN NewsWatch und Christian World News sowie die Talkshow Living the Life, die im Rahmen des 700 Club läuft und auf Freeform gesendet wird.
Ein weiterer Teil der Arbeit von CBN ist Operation Blessing, ein internationales humanitäres Hilfswerk.
Inzwischen arbeitet CBN auch international in verschiedenen Regionen der Welt, von Solusi in Indonesien bis From Heart to Heart in Thailand. Alleine CBN Indien produziert fünf wöchentliche Serien. Versionen des The 700 Club werden für Lateinamerika (Club 700 Hoy) und britische Zuschauer (The 700 Club With Paul and Fiona) angepasst. Seit 2007 wird zudem eine deutschsprachige Variante auf dem christlichen Fernsehsender BibelTV ausgestrahlt. CBN erstellt Programme in über 70 Sprachen.

## Kritik
Der Autorin Bethany Moreton zufolge unterstützte das Christian Broadcasting Network den später wegen Völkermordes verurteilten guatemaltekischen Diktator José Efraín Ríos Montt.